# 후안 에르난데스 시에라
후안 에르난데스 시에라(스페인어: Juan Hernández Sierra, 1969년 3월 16일~)는 쿠바의 권투 선수이다. 1992년 하계 올림픽과 1996년 하계 올림픽에서 남자 웰터급 은메달을 획득했으며, 세계 선수권 대회에서 금메달 4개(1991, 1993, 1995, 1999), 동메달 1개(1997)를 획득했다.